# Tamás Kiss
Tamás Kiss, född den 9 maj 1987 i Ajka, Ungern, är en ungersk kanotist.
Han tog OS-brons i C-2 1000 meter i samband med de olympiska kanottävlingarna 2008 i Peking.